# René Tretschok
René Tretschok est un footballeur allemand né le 23 décembre 1968 à Wolfen. Il évoluait au poste de milieu défensif.

## Biographie
Formé au Hallescher FC, il débute en deuxième division est-allemande en 1986-1987 avec ce club puis dès 1987-1988 en première division,,.
En 1992, il rejoint le Borussia Dortmund. Il joue peu en 1992-1993 en première division allemande,.
Lors de la saison 1993-1994, il est prêté au Tennis Borussia Berlin en deuxième division,.
Après s'être révélé en 2. Liga, il joue davantage de matchs de retour au Borussia Dortmund de 1994-1995,,.
Il est sacré Champion d'Allemagne en 1995 et  en 1996,,.
René Tretschok fait partie de l'équipe qui remporte la Ligue des champions de l'UEFA lors de la saison 1996-97. S'il ne dispute pas la finale, il joue neuf matchs durant la campagne. En demi-finale aller, il marque un but important contre Manchester United (victoire 1-0),.
En 1998, il rejoint le Hertha BSC, club qu'il représente durant sept saisons. S'il est titulaire pendant cinq saisons dans l'équipe principale, il est joueur de l'équipe réserve lors des deux dernières,.
Il est transféré au SV Babelsberg en 2005,.
Après une dernière saison 2008-2009 au sein du FC Grün-Weiss Wolfen, il raccroche les crampons,.
René Tretschok dispute durant sa carrière 180 matchs pour 23 buts marqués en première division allemande. Au total, en compétitions européennes, il dispute 15 matchs de Ligue des champions et 19 matchs de Coupe UEFA.

## Palmarès
| Borussia Dortmund \| - Championnat d'Allemagne (2) : - Champion : 1994-95 et 1995-96. - Supercoupe d'Allemagne (1) : - Vainqueur : 1995. \| \| - Ligue des champions (1) : - Vainqueur : 1996-97. \| |  | Hertha BSC - Coupe de la Ligue d'Allemagne (2) : - Vainqueur : 2001 et 2002. |
| - Championnat d'Allemagne (2) : - Champion : 1994-95 et 1995-96. - Supercoupe d'Allemagne (1) : - Vainqueur : 1995.                                                                                  |  | - Ligue des champions (1) : - Vainqueur : 1996-97.                           |